# NEWS NIPPON
《NEWS NIPPON》是日本男性偶像組合NEWS的出道單曲。

## 概要
- 世界盃排球賽繼「V6」（1995年形象人物）及「嵐」（1999年形象人物）後，第三年由傑尼斯事務所派出新偶像組合「NEWS」，作為2003年世界盃排球賽的形象人物。
- 雖然此單曲是NEWS首張出道單曲，但此單曲只限定發售於全國一萬間日本7-11便利店限定發售，成為日本音樂業界首次嘗試，並成為當年的話題。另一方面此出道單曲分成EAST盤及WEST盤，封面設計及收錄歌曲也不同。
- 由於此單曲不是正式經任何唱片店發售之音樂作品，所以Oricon銷售榜及日本唱片協會也沒有紀錄。而NEWS正式以唱片形式正式出道為下一張單曲「希望～Yell～」。
- 「NEWS NIPPON」的和音是現在的Hey! Say! JUMP的成員薮宏太及前Johnny's Jr.成員松本光平所擔當。

## 收錄歌曲

### EAST盤
1. NEWS NIPPON
  - 作詞: KNM PROJECT、作曲: 馬飼野康二
2. 謝謝．現在
  - 増田貴久、手越祐也及森内貴寛合唱歌曲
  - 作詞: 泉らら、作曲: 馬飼野康二
3. NEWS NIPPON(伴唱版本)
4. 謝謝．現在(伴唱版本)

### WEST盤
1. NEWS NIPPON
2. Private Hearts
  - 小山慶一郎、加藤成亮及草野博紀的合唱歌曲
  - 作詞: 久保田洋司、作曲: 堂本光一
3. NEWS NIPPON(伴唱版本)
4. Private Hearts(伴唱版本)